# We SC
Telecom Egypt Sporting Club w skrócie Telecom Egypt SC, wcześniej znany jako Itesalat (ar. نادي المصرية للإتصالات لبالإسكندرية) – egipski klub piłkarski grający w egipskiej drugiej lidze, mający siedzibę w mieście Kair.

## Stadion
Domowe mecze klub rozgrywa na staidonie Stad as-Salam w Kairze. Stadion może pomieścić 30000 widzów.

## Reprezentanci kraju grający w klubie
Stan na styczeń 2023.
| - Magdy Abdel-Aaty - Wael El-Quabbani - Tarek El-Sayed - Mohamed Farouk - Ahmed Gaafar - Alaa Ibrahim - Osama Nabih - Wael Riyad | - Said Saad - Mohamed Sedik - William Amamoo - Tonia Tisdell - Mohamed Bairouti - Emir Mkademi - Geofrey Massa |